# Platygaster srilankensis
Platygaster srilankensis (лат.) — вид мелких наездников из семейства Platygastridae. Южная Азия: Шри-Ланка (SW Dodanduwa). Длина тела около 1 мм. Основная окраска чёрная, брюшко коричневое, ноги коричневато-жёлтые. Усики 10-члениковые. Мезосома в 1,6 раза длиннее своей ширины. Мезоплевры и скутеллюм гладкие, мезоскутум с тонкими нотаулями.
Вид был впервые описан в 2003 году датским энтомологом Петером Булем (Peter Neerup Buhl) вместе с Leptacis srilankensis и Synopeas srilankensis
.